# Wilczkowice (województwo łódzkie)
Wilczkowice – wieś w województwie łódzkim, w powiecie sieradzkim, w gminie Błaszki.
W latach 1975–1998 miejscowość położona była w województwie sieradzkim.
Formalnie miejscowość została utworzona 1 stycznia 2019 r. Rozporządzenie Ministra Spraw Wewnętrznych i Administracji z dnia 13 grudnia 2018 r.. Wcześniej funkcjonowała z identyfikatorem SIMC 0697828 i została 1 stycznia 2009 r. wykreślona z zestawienia miejscowości TERYT.
Urodziła się tu Krystyna Kulpińska-Cała – działaczka lewicowa i kombatancka, porucznik Armii Krajowej, uczestniczka powstania warszawskiego.